# 李水清
李水清（1917年—2007年8月31日），江西省吉水县人，中國共產黨党员，官员，少将军衔，曾任濟南軍區、南京軍區副司令員，第二炮兵黨委第一書記、司令員等军职。也曾担任第一機械工業部革委會主任、部長。中國共產黨第九、十、十一屆中央委員，十一屆中央军委委員，第六、七屆全國政協常委。1955年被授予少將軍銜，曾榮獲中華人民共和國三級八一勛章、二級獨立自由勛章、一級解放勛章和中國人民解放軍一級紅星功勛榮譽章。

## 经历
- 1930年参加中國工農紅軍。1932年加入中国共产主义青年团，同年转入中國共產黨。
- 第一次国共内战時期，他歷任勤務員、司號員、司號長、幹事、巡視員、宣傳隊隊長、連指導員等職，参加了中央苏区歷次反“圍剿”作戰和二萬五千里長征。
- 抗日战争時期，他歷任營教導員、團總支書記、團政治處主任、團政委，軍分區副政委兼政治部主任等職，参加了平型關戰役和“百團大戰”，帶領部隊挺進冀東、開辟平西、轉戰察南，積極開展敵後游擊戰和破襲戰。
- 第二次国共内战時期，他歷任旅副政委、政委，師長兼政治委員，参加了綏遠、懷來、保南、正定、清滄、保北、徐水、清風店、察南、綏東、平津和太原等战役战斗。
- 1949年10月1日中华人民共和国成立，他受命擔任中華人民共和國開國大典步兵受閱方隊指揮。歷任副軍長、軍長，濟南軍區副司令員，第一機械工業部革委會主任、部長，南京軍區副司令員，第二炮兵黨委第一書記、司令員等職，参加了抗美援朝，為部隊革命化、現代化、正規化建設作出了貢獻。
- 李水清最後一次公開露面是在2005年9月3日在抗戰勝利60周年大會上代表抗戰老兵發言。[1][2]
- 2007年8月31日在北京逝世，享年90歲。